# Lista över bästsäljande Nintendo DS-spel

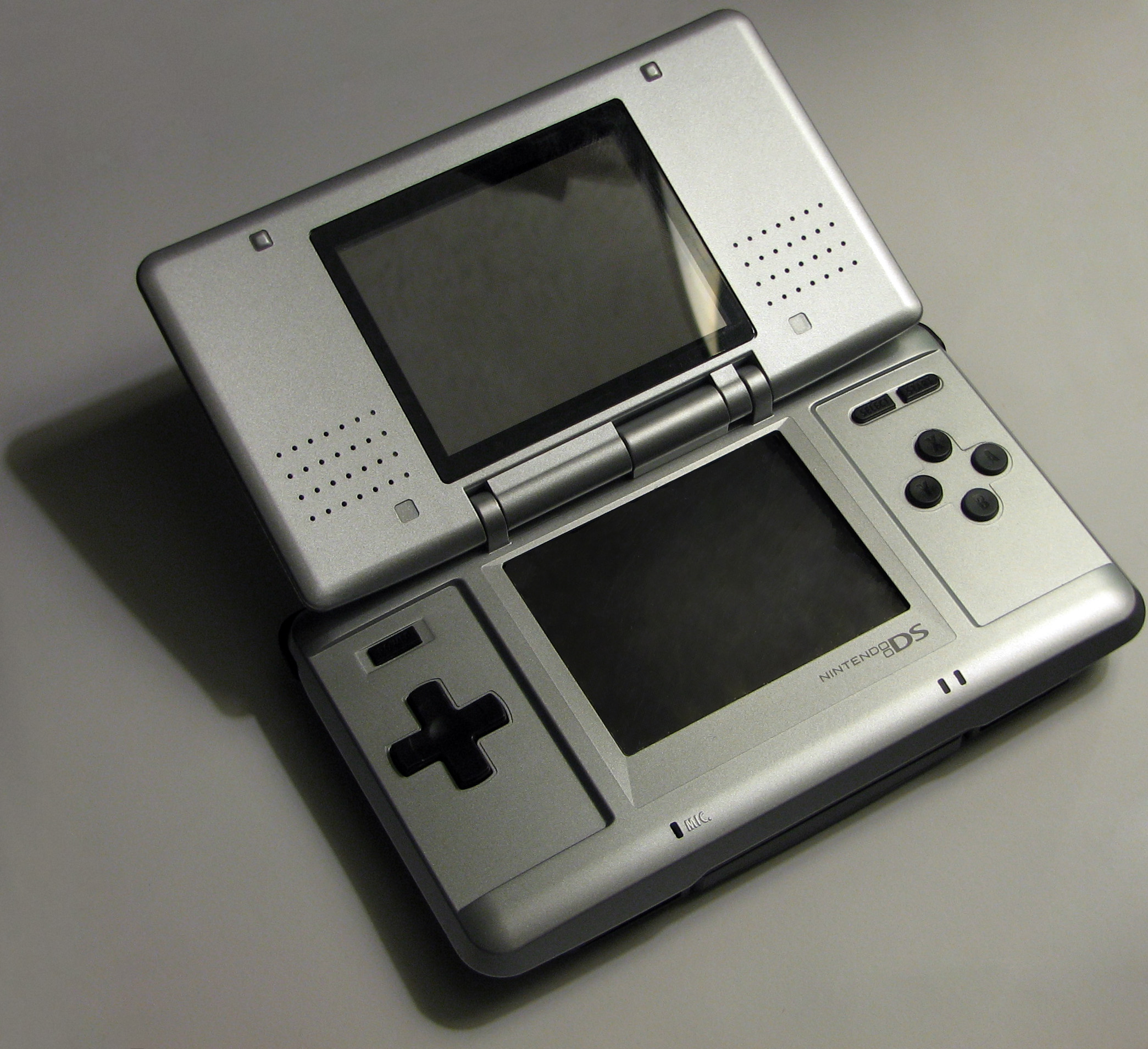
Nintendo DS.

Det här är en lista över Nintendo DS-spel som har sålt eller skeppat minst en miljon exemplar.
| Titel                                                                | Sålda exemplar    | Försäljningsandelar                                               | Genre                          | Släppdatum        | Utvecklare                                  | Utgivare                                               |
| -------------------------------------------------------------------- | ----------------- | ----------------------------------------------------------------- | ------------------------------ | ----------------- | ------------------------------------------- | ------------------------------------------------------ |
| New Super Mario Bros.                                                | 30,79 miljoner    | i.u.                                                              | Plattformsspel                 | 15 maj 2006       | Nintendo EAD (Group 4)                      | Nintendo                                               |
| Nintendogs (alla versioner)                                          | 24,67 miljoner    | i.u.                                                              | Simulationsdatorspel           | 21 april 2005     | Nintendo EAD (Group 1)                      | Nintendo                                               |
| Mario Kart DS                                                        | 23,56 miljoner    | i.u.                                                              | Racingspel                     | 15 november 2005  | Nintendo EAD (Group 1)                      | Nintendo                                               |
| Brain Age                                                            | 20,13 miljoner    | i.u.                                                              | Pusselspel                     | 19 maj 2005       | Nintendo SPD                                | Nintendo                                               |
| Pokémon Diamond och Pearl                                            | 18,23 miljoner    | i.u.                                                              | Datorrollspel                  | 28 september 2006 | Game Freak                                  | Nintendo, The Pokémon Company                          |
| Pokémon Black och White                                              | 15,58 miljoner    | i.u.                                                              | Datorrollspel                  | 18 september 2010 | Game Freak                                  | Nintendo, The Pokémon Company                          |
| Brain Age 2                                                          | 15,29 miljoner    | i.u.                                                              | Pusselspel                     | 29 december 2005  | Nintendo SDD                                | Nintendo                                               |
| Pokémon HeartGold och SoulSilver                                     | 12,72 miljoner    | i.u.                                                              | Datorrollspel                  | 12 september 2009 | Game Freak                                  | Nintendo, The Pokémon Company                          |
| Animal Crossing: Wild World                                          | 12,11 miljoner    | i.u.                                                              | Simulationsdatorspel           | 23 november 2005  | Nintendo EAD (Group 2)                      | Nintendo                                               |
| Super Mario 64 DS                                                    | 11,03 miljoner    | i.u.                                                              | Plattformsspel                 | 21 november 2004  | Nintendo EAD Comprehensive Group            | Nintendo                                               |
| Mario Party DS                                                       | 8,90 miljoner     | i.u.                                                              | Partyspel, Minispel            | 8 november 2007   | Hudson Soft                                 | Nintendo                                               |
| Pokémon Black 2 och White 2                                          | 7,97 miljoner     | i.u.                                                              | Datorrollspel                  | 23 juni 2012      | Game Freak                                  | Nintendo, The Pokémon Company                          |
| Pokémon Platinum                                                     | 7,69 miljoner     | i.u.                                                              | Datorrollspel                  | 13 september 2008 | Game Freak                                  | Nintendo, The Pokémon Company                          |
| Big Brain Academy                                                    | 6,61 miljoner     | i.u.                                                              | Pusselspel                     | 30 juni 2005      | Nintendo EAD (Group 4)                      | Nintendo                                               |
| Dragon Quest IX: Sentinels of the Starry Skies                       | 5,78 miljoner     | 4,29 miljoner i Japan, 1,05 miljoner i övriga regioner            | Datorrollspel                  | 11 juli 2009      | Armor Project, Level-5                      | Square Enix (Japan) Nintendo (övriga regioner)         |
| Professor Layton and the Curious Village                             | 5,19 miljoner     | 1,03 miljoner i Japan 3,17 miljoner i övriga regioner             | Pusselspel, Äventyrsspel       | 15 februari 2007  | Level-5                                     | Level-5 (Japan) Nintendo (övriga regioner)             |
| The Legend of Zelda: Phantom Hourglass                               | 5,07 miljoner     | i.u.                                                              | Actionäventyr                  | 23 juni 2007      | Nintendo EAD (Group 3)                      | Nintendo                                               |
| Pokémon Mystery Dungeon: Explorers of Time och Explorers of Darkness | 4,93 miljoner     | i.u.                                                              | Roguelike                      | 13 september 2007 | Chunsoft                                    | Nintendo, The Pokémon Company                          |
| Mario & Luigi: Bowser's Inside Story                                 | 4,13 miljoner     | i.u.                                                              | Datorrollspel                  | 11 februari 2009  | AlphaDream                                  | Nintendo                                               |
| Professor Layton and the Diabolical Box                              | 3,94 miljoner     | 928 000 i Japan 2,43 miljoner i övriga regioner                   | Pusselspel, Äventyr            | 29 november 2007  | Level-5                                     | Level-5 (Japan) Nintendo (övriga regioner)             |
| Tomodachi Collection                                                 | 3,67 miljoner     | i.u.                                                              | Simulationsdatorspel           | 18 juni 2009      | Nintendo SPD (Group 1)                      | Nintendo                                               |
| Pokémon Mystery Dungeon: Blue Rescue Team                            | 3,08 miljoner     | i.u.                                                              | Roguelike                      | 17 november 2005  | Chunsoft                                    | Nintendo                                               |
| Yoshi's Island DS                                                    | 2,91 miljoner     | i.u.                                                              | Plattformsspel                 | 13 november 2006  | Nintendo, Artoon                            | Nintendo                                               |
| English Training                                                     | 2,86 miljoner     | i.u.                                                              | Pusselspel                     | 26 januari 2006   | Nintendo SPD                                | Nintendo                                               |
| Professor Layton and the Unwound Future                              | 2,833 miljoner    | 862 000 i Japan 1,97 miljoner i övriga regioner                   | Pusselspel, Äventyr            | 27 november 2008  | Level-5                                     | Level-5 (Japan) Nintendo (övriga regioner)             |
| Cooking Mama                                                         | 2,827 miljoner    | 1,2 miljoner i USA 1 miljon i Europa 62 000 i Japan               | Simulationsdatorspel, Minispel | 23 mars 2006      | Office Create                               | Taito (Japan) Majesco (Nordamerika) 505 Games (Europa) |
| Pokémon Ranger                                                       | 2,7 miljoner      | i.u.                                                              | Actionrollspel                 | 23 mars 2006      | HAL Laboratory                              | Nintendo, The Pokémon Company                          |
| The Legend of Zelda: Spirit Tracks                                   | 2,6 miljoner      | i.u.                                                              | Actionäventyr                  | 7 december 2009   | Nintendo EAD (Group 3)                      | Nintendo                                               |
| Flash Focus                                                          | 2,52 miljoner     | i.u.                                                              | Pusselspel                     | 31 maj 2007       | Namco Bandai, Nintendo SPD                  | Nintendo                                               |
| Kirby Super Star Ultra                                               | 2,36 miljoner     | i.u.                                                              | Plattformsspel                 | 22 september 2008 | HAL Laboratory                              | Nintendo                                               |
| WarioWare: Touched!                                                  | 2,15 miljoner     | i.u.                                                              | Minispel                       | 2 december 2004   | Nintendo SPD (Group 1), Intelligent Systems | Nintendo                                               |
| Style Savvy                                                          | 2,09 miljoner     | i.u.                                                              | Simulationsdatorspel           | 23 oktober 2008   | Syn Sophia, Nintendo SPD                    | Nintendo                                               |
| Tetris DS                                                            | 2,05 miljoner     | i.u.                                                              | Pusselspel                     | 20 mars 2006      | Nintendo SPD (Group 2)                      | Nintendo                                               |
| Pokémon Ranger: Shadows of Almia                                     | 2,04 miljoner     | i.u.                                                              | Actionrollspel                 | 20 mars 2008      | Creatures Inc.                              | Nintendo, The Pokémon Company                          |
| Final Fantasy III                                                    | 2 miljoner        | 1,06 miljoner i Japan 460 000 i Nordamerika 480 000 i Europa      | Datorrollspel                  | 24 augusti 2006   | Matrix Software                             | Square Enix                                            |
| Rhythm Heaven                                                        | 1,92 miljoner     | 1,92 miljoner i Japan (övriga regioner okänt)                     | Musikspel                      | 31 juli 2008      | Nintendo SPD, TNX                           | Nintendo                                               |
| Professor Layton and the Last Specter                                | 1,91 miljoner     | 659 000 i Japan 1,25 miljoner i övriga regioner                   | Pusselspel, Äventyr            | 26 november 2009  | Level-5, Brownie Brown                      | Level-5 (Japan) Nintendo (övriga regioner)             |
| Art Academy                                                          | 1,9 miljoner      | i.u.                                                              | Pusselspel                     | 19 juni 2010      | Headstrong Games, Nintendo SPD (Group 3)    | Nintendo                                               |
| Personal Trainer: Cooking                                            | 1,84 miljoner     | i.u.                                                              | Pusselspel                     | 20 juni 2008      | Indies Zero, Nintendo NSD                   | Nintendo                                               |
| Mario vs. Donkey Kong: Mini-Land Mayhem!                             | 1,78 miljoner     |                                                                   |                                |                   |                                             |                                                        |
| Common Sense Training                                                | 1,66 miljoner     |                                                                   |                                |                   |                                             |                                                        |
| Kirby: Squeak Squad                                                  | 1,6 miljoner      |                                                                   |                                |                   |                                             |                                                        |
| Mario Hoops 3-on-3                                                   | 1,5 miljoner      |                                                                   |                                |                   |                                             |                                                        |
| Dragon Quest Monsters: Joker                                         | 1,49 miljoner     |                                                                   |                                |                   |                                             |                                                        |
| Kingdom Hearts 358/2 Days                                            | 1,49 miljoner     |                                                                   |                                |                   |                                             |                                                        |
| Dragon Quest V: Hand of the Heavenly Bride                           | 1,49 miljoner     | 1,36 miljoner i Japan, 70 000 i Europa, 60 000 i Nordamerika      |                                |                   |                                             |                                                        |
| Dragon Quest IV: Chapters of the Chosen                              | 1,46 miljoner     | 1,2 miljoner i Japan, 110 000 i Nordamerika, 150 000 i Europa     |                                |                   |                                             |                                                        |
| Pokémon Mystery Dungeon: Explorers of Sky                            | 1,4 miljoner      |                                                                   |                                |                   |                                             |                                                        |
| Guitar Hero: On Tour                                                 | 1,4 miljoner      | 1,1 miljoner i USA, 200 000 i Storbritannien, 100 000 i Frankrike |                                |                   |                                             |                                                        |
| Mario & Luigi: Partners in Time                                      | 1,39 miljoner     |                                                                   |                                |                   |                                             |                                                        |
| Dragon Quest VI: Realms of Revelation                                | 1,35 miljoner     |                                                                   |                                |                   |                                             |                                                        |
| Mario & Sonic at the Olympic Games                                   | 1,31 miljoner     | 338 000 i USA, 600 000 i Storbritannien, 376 632 i Japan          |                                |                   |                                             |                                                        |
| Hannah Montana                                                       | 1,3 miljoner      |                                                                   |                                |                   |                                             |                                                        |
| MySims                                                               | 1,3 miljoner      | 1 miljon i USA, 300 000 i Storbritannien                          |                                |                   |                                             |                                                        |
| Dragon Quest Monsters: Joker 2                                       | 1,25 miljoner     |                                                                   |                                |                   |                                             |                                                        |
| Sonic Colors                                                         | 1,25 miljoner     |                                                                   |                                |                   |                                             |                                                        |
| Mario vs. Donkey Kong 2: March of the Minis                          | 1,24 miljoner     |                                                                   |                                |                   |                                             |                                                        |
| Clubhouse Games                                                      | 1,23 miljoner     | 630 000 i Japan, 600 000 i Storbritannien                         |                                |                   |                                             |                                                        |
| High School Musical: Makin' the Cut!                                 | 1,2 miljoner      |                                                                   |                                |                   |                                             |                                                        |
| Inazuma Eleven: Firestorm och Blizzard                               | 1,18 miljoner     |                                                                   |                                |                   |                                             |                                                        |
| Super Princess Peach                                                 | 1,15 miljoner     |                                                                   |                                |                   |                                             |                                                        |
| Love and Berry DS Collection                                         | 1,12 miljoner     |                                                                   |                                |                   |                                             |                                                        |
| Tamagotchi Connection: Corner Shop                                   | 1,12 miljoner     |                                                                   |                                |                   |                                             |                                                        |
| Final Fantasy IV                                                     | 1,09 miljoner     | 610 000 i Japan, 300 000 i Nordamerika och 180 000 i Europa       |                                |                   |                                             |                                                        |
| Kirby Mass Attack                                                    | 1,06 miljoner     |                                                                   |                                |                   |                                             |                                                        |
| Diddy Kong Racing DS                                                 | 1,04 miljoner     |                                                                   |                                |                   |                                             |                                                        |
| Final Fantasy XII: Revenant Wings                                    | 1,04 miljoner     | 540 000 i Japan, 220 000 i Nordamerika, 280 000 i Europa          |                                |                   |                                             |                                                        |
| Scribblenauts                                                        | 1 miljon          |                                                                   |                                |                   |                                             |                                                        |
| Drawn to Life                                                        | 1 miljon          |                                                                   |                                |                   |                                             |                                                        |
| Spectrobes                                                           | 1 miljon skeppade |                                                                   |                                |                   |                                             |                                                        |

Totalt antal Nintendo DS-spel sålda fram till 31 mars 2014: 943,98 miljoner.